# Da Doo Ron Ron
«Da Doo Ron Ron» («Да-ду-рон-рон»; или «Da Doo Ron Ron (When He Walked Me Home)») — песня американской гёрл-группы Crystals. Вышла отдельным синглом на лейбле Philles Records в апреле 1963 года.
В США песня вошла в первую пятёрку в чарте Billboard Hot 100.  В 1977 году свою перепевку выпустил тин-идол Шон Кэссиди (брат певца и актёра Дэвида Кэссиди). Его версия поднялась на 1 место в чарте Billboard Hot 100.

## История
Песня стала в начале 1963 года первой совместной работой Джеффа Барри, Элли Гринвич и Фила Спектора. Написана она была за два дня в офисе Спектора на 62-й улице в Нью-Йорке.
Вынесенная в название песни строчка, подытоживающая каждую строфу и припев, — «Да ду рон рон», — изначально была просто бессмыслицей, служившей в этом месте временной заглушкой, — до тех пор, пока для этого места не будут написаны нормальные стихи. Но Филу Спектору она так понравилась, что он её оставил. Спектор не хотел, чтобы в песне были слишком глубокомысленные стихи, так как они бы вступали в противоречие с рассказанной в ней простой историей в стиле «мальчик встретил девочку».
В США 8 июня 1963 года песня достигла 3 места в чарте Billboard Hot 100, 22 июня — 4 места в чарте журнала Cash Box. Кроме того, она достигла 5 места в Великобритании (в чарте UK Singles Chart).
Это золото. Из этой колонки исходит чистое золото. (That's gold. That's solid gold coming out of that speaker.)Спектор во время прослушивания финальной версии песни «Da Doo Ron Ron», обращаясь к Сонни Боно.

## Награды и признание
В 2004 году журнал Rolling Stone поместил песню «Da Doo Ron Ron (When He Walked Me Home)» в оригинальном исполнении группы Crystals на 114 место своего списка «500 величайших песен всех времён».
Также песня «Da Doo Ron Ron (When He Walked Me Home)» в исполнении группы Crystals вместе с ещё одной их песней — «He’s a Rebel» — входит в составленный Залом славы рок-н-ролла список 500 Songs That Shaped Rock and Roll.